# タテヤマリンドウ
タテヤマリンドウ（立山竜胆、学名：Gentiana thunbergii var. minor ）は、リンドウ科リンドウ属の越年草。ハルリンドウの高山型変種。高山植物。

## 特徴
高さは10cmくらいになる。茎につく葉は対生し、幅3mm、長さ7mmほどの披針形で茎に寄り添う。花期にも根元に卵形の根出葉が残る。花期は6-8月で、漏斗状の淡青紫色の花を、茎の上部に1個、上向きにつける。花は日があたっている時だけ開き、曇天、雨天時は、筆先の形をした蕾状態になって閉じている。白花の種をシロバナタテヤマリンドウ（学名：Gentiana thunbergii var. minor f. ochroleuca）という。

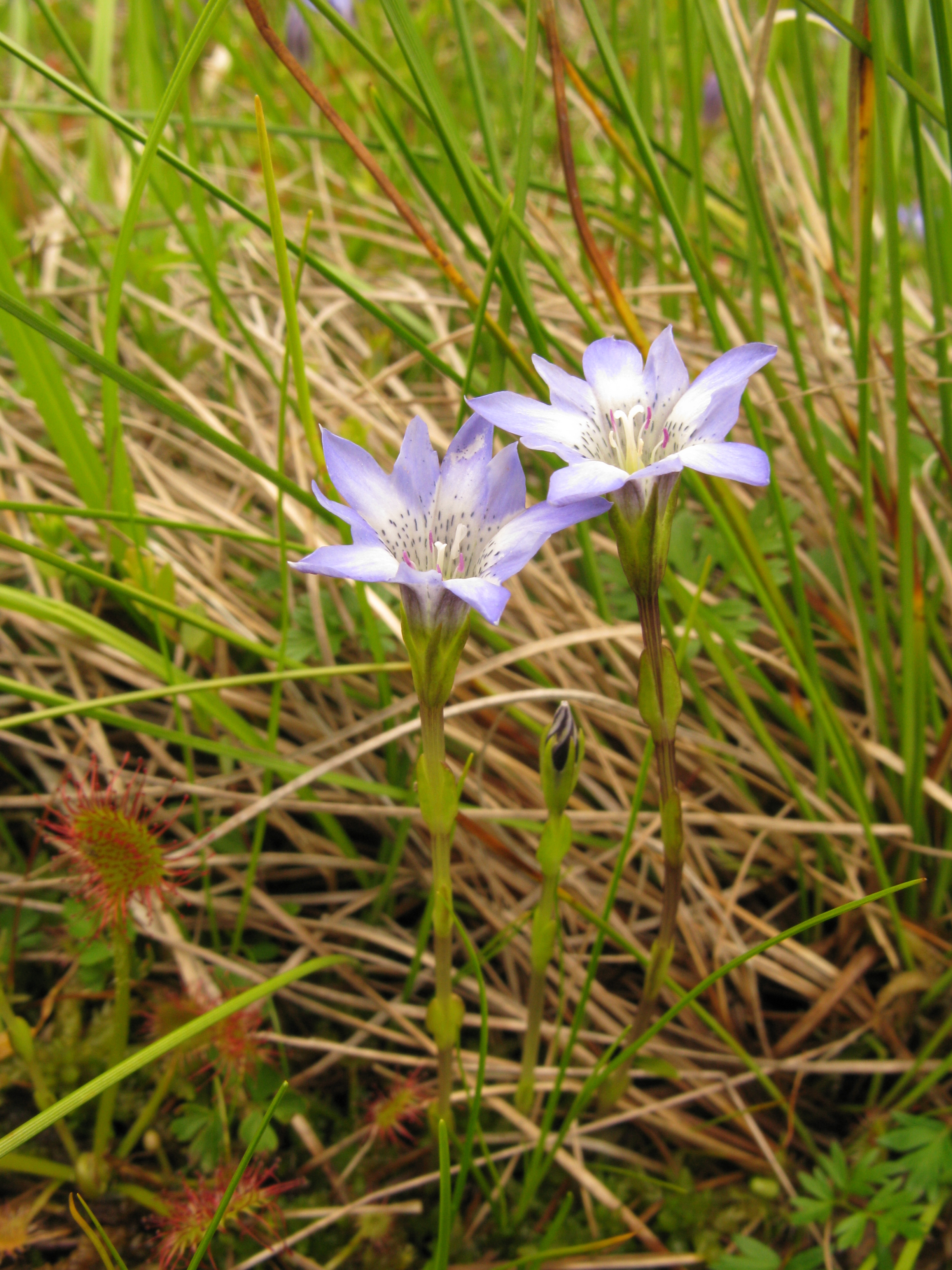
葉は対生し、茎に寄り添う。
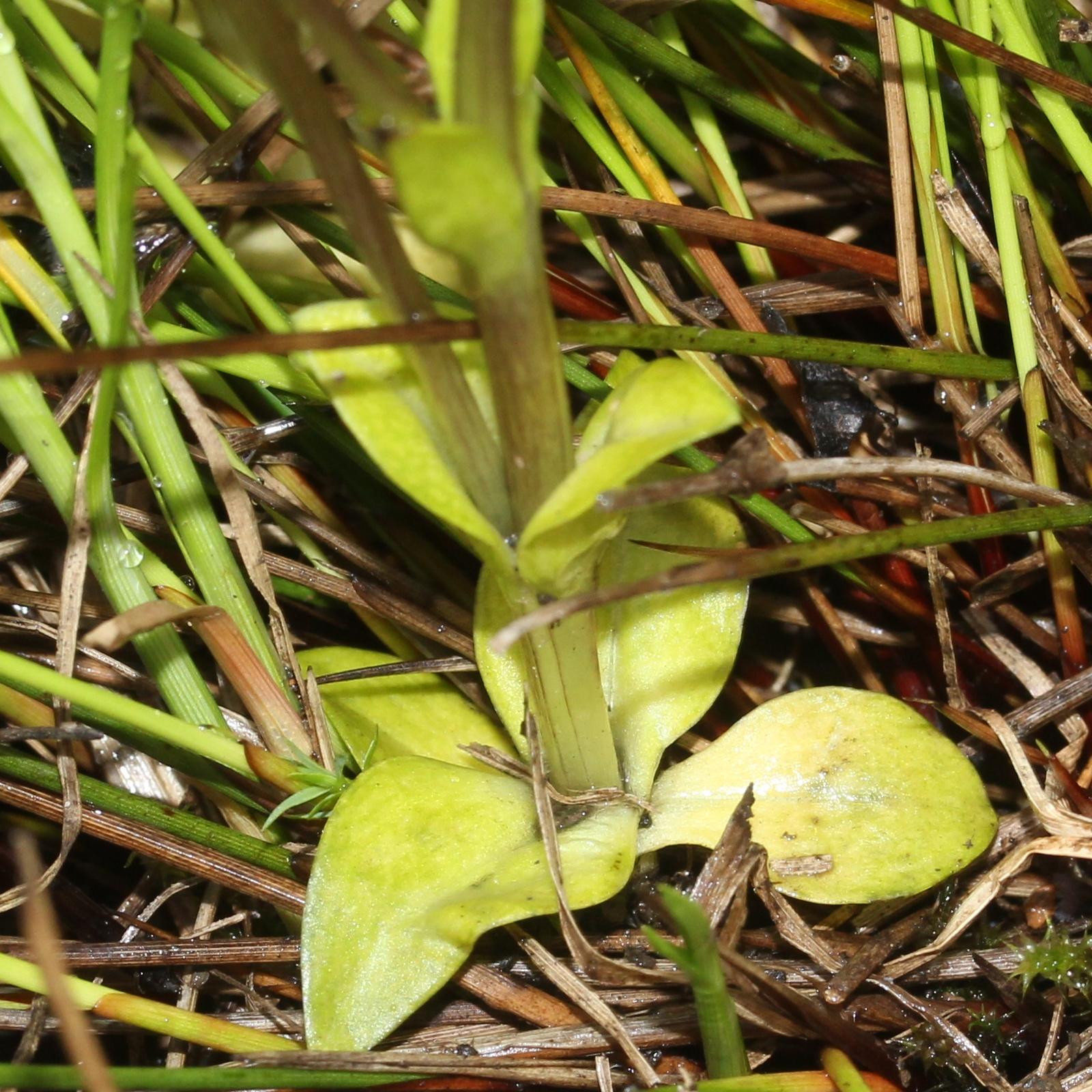
花期に根元に残る根出葉
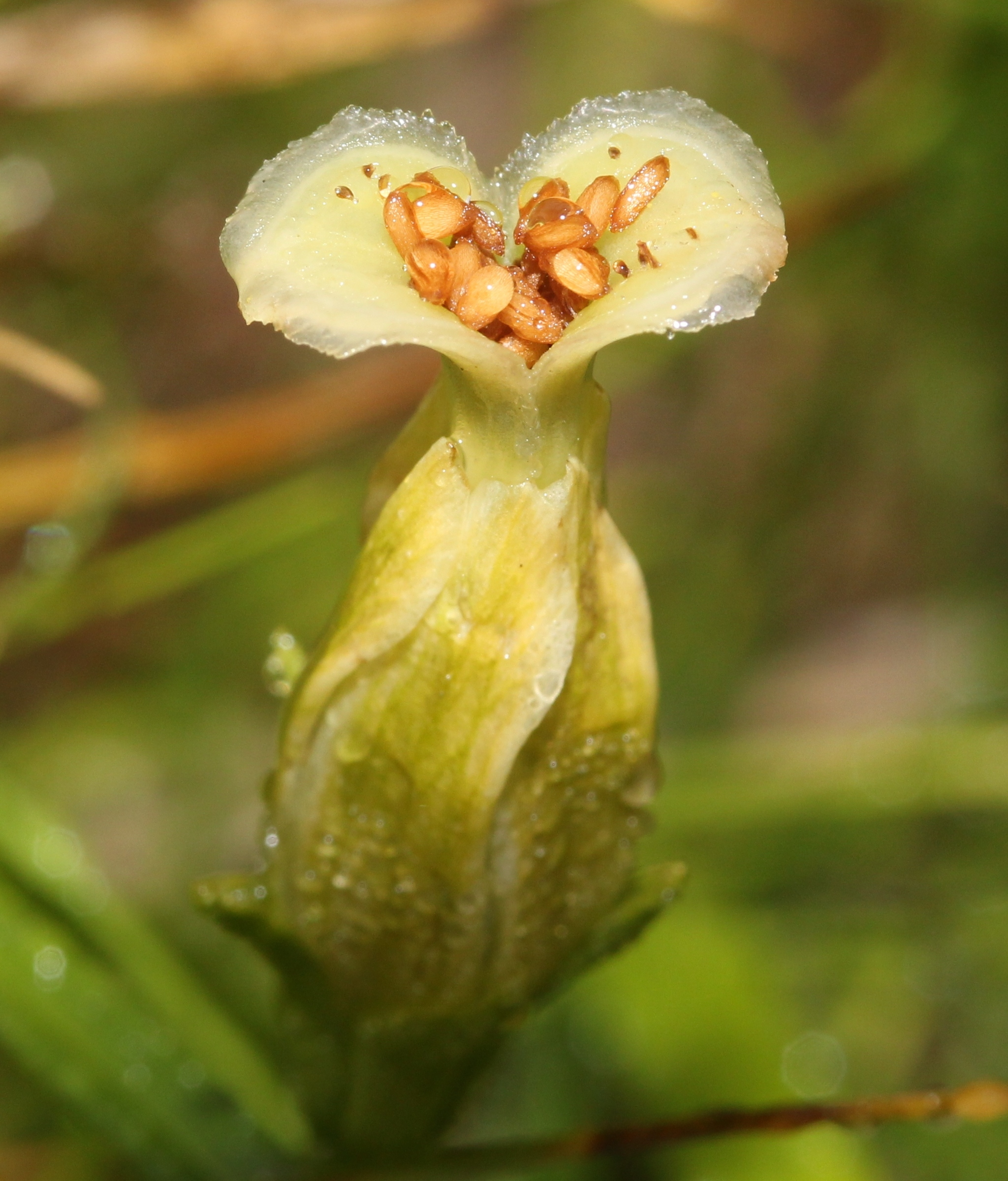
果実と種子
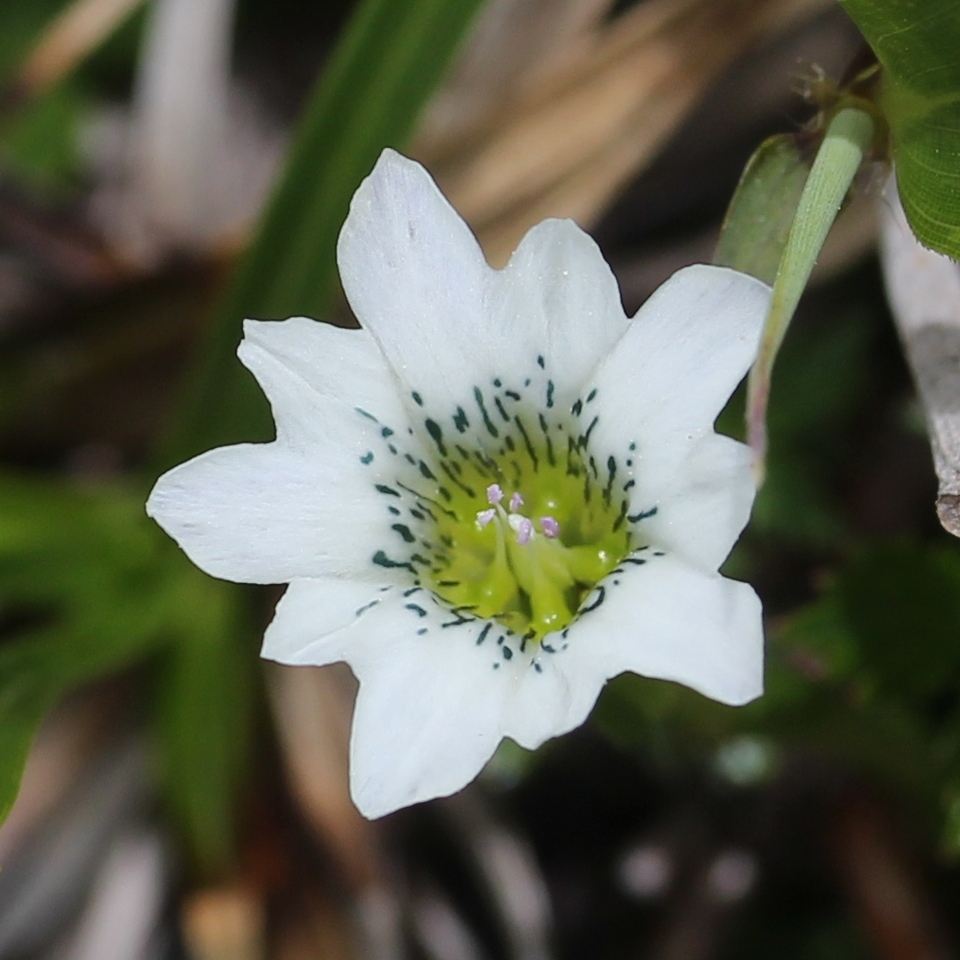
シロバナタテヤマリンドウ

## 分布と生育環境
北海道、本州の中部以北の日本海側に分布し、高山や亜高山の湿原や湿り気のある場所に自生する。田中澄江が、『新・花の百名山』の著書で八幡平を代表する花の一つとして紹介した。母種のハルリンドウは東アジアに広く分布する。

## 種の保全状況評価
日本では以下の都道府県でレッドリストの指定を受けている。
- 絶滅危惧II類 - 秋田県
- 地域個体群 - 新潟県

## 近縁種

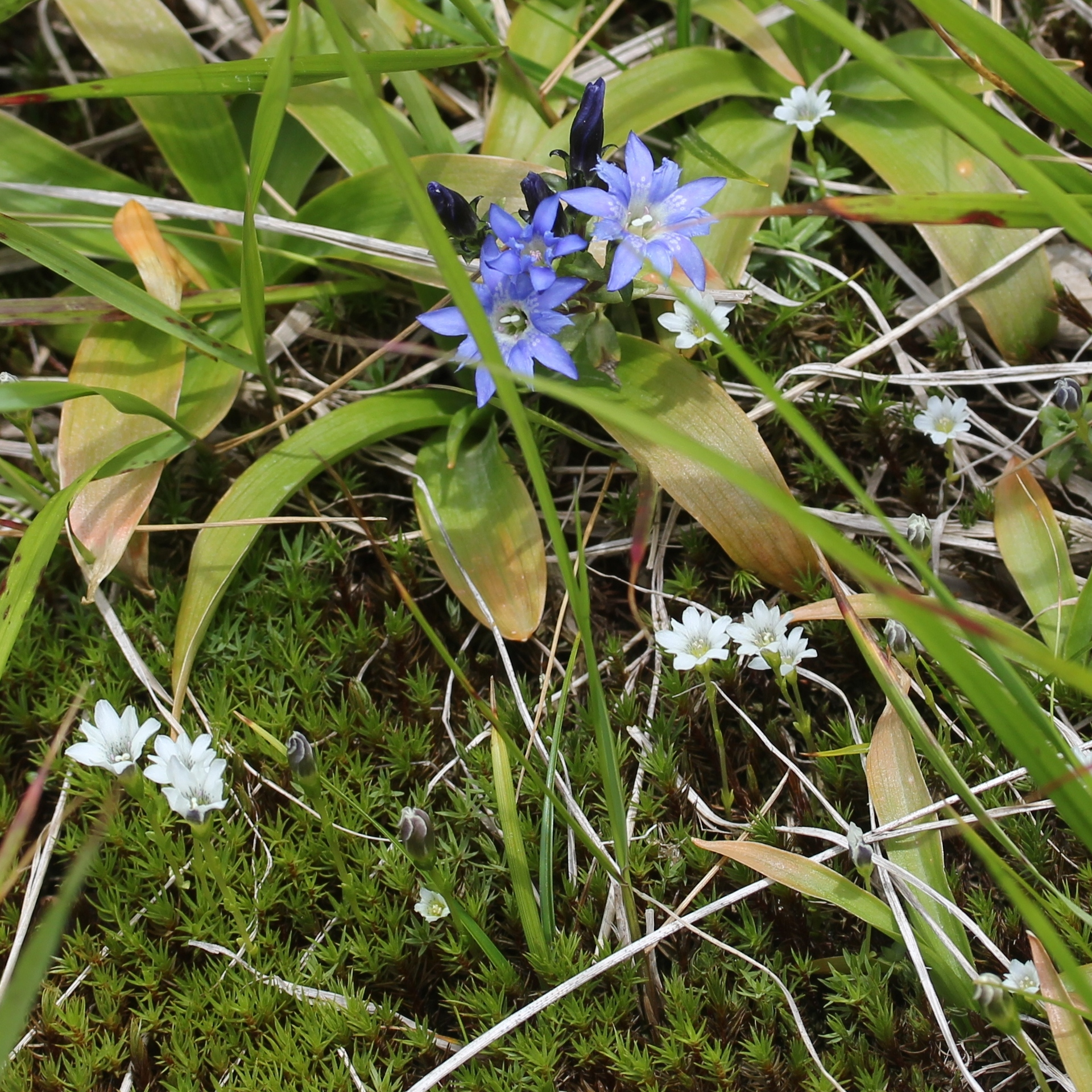
ミヤマリンドウと混生するシロバナタテヤマリンドウ、飛騨山脈北ノ俣岳の高山帯にて（2015年8月）

- ハルリンドウ（春竜胆、学名：Gentiana thunbergii ）
- フデリンドウ（筆竜胆、学名：Gentiana zollingeri ）
- コケリンドウ（苔竜胆、学名：Gentiana squarrosa ）
- ミヤマリンドウ（深山竜胆、学名：Gentiana nipponica ）